# Muguet du Manoir
Muguet du Manoir (né le 24 avril 1978, mort le 12 décembre 2000) est un étalon alezan de saut d'obstacles, fils de l'étalon Artichaut, inscrit au stud-book du Selle français. Il est longtemps étalon reproducteur national au haras national de Saint-Lô. Réputé pour avoir et transmettre des problèmes de pieds, il meurt de fourbure au haras national de Villeneuve-sur-Lot, en 2000.

## Histoire
Il naît le 24 avril 1978 à l'élevage de François Couetil, au lieu-dit Les Longanes à Saint-Jean-de-la-Haize, dans la Manche.
À quatre ans, il participe au circuit de test des jeunes chevaux Selle français acquis par les Haras nationaux, avec Jean-Pierre Vilaut, faisant forte impression. Cependant, il est réputé avoir et transmettre des problèmes de pieds.
Stationné au haras national de Villeneuve-sur-Lot depuis 1998, il meurt le 12 décembre 2000 d'une bascule de sa troisième phalange à l'antérieur droit (complication de la fourbure).

## Description
Muguet du Manoir est un étalon de robe alezane, inscrit au stud-book du Selle français.

## Palmarès
Il atteint un Indice de saut d'obstacles (ISO) de 109.

## Origines
Muguet du Manoir est un fils de l'étalon Selle français Artichaut, et de la jument Caméra, par le Pur-sang Rantzau. Sa mère est la demi-sœur du célèbre Flambeau C ,.

## Descendance
Muguet du Manoir est le père de mère du champion Palloubet d'Halong, ainsi que de l'étalon Malito de Rêve. Ses problème de pieds ont nui à sa carrière de reproducteur, cependant, il est tout de même père de 587 poulains, notamment durant ses années au haras national de Saint-Lô, grâce à la qualité de ses origines et de ses descendants en saut d'obstacles.